# Championnat de France de basket-ball 1955-1956
Navigation
Saison précédente Saison suivante
La saison 1955-1956 du championnat de France de Basket-Ball de Nationale est la 34e édition du championnat de France masculin de basket-ball.

## Présentation
16 équipes sont regroupées en 2 poules.
La saison régulière se déroule du 24 septembre 1955 au 22 janvier 1956, chaque équipe rencontre les autres équipes de sa poule en match aller-retour.
Les premiers des deux poules sont qualifiés pour les demi-finales.
Les vainqueurs des demi-finales, jouées sur un seul match, sont qualifiés pour la finale.
Le tenant du titre, l’ASVEL va tenter de conserver son titre.
Billancourt, Championnet, Mézières et Saint Etienne sont les quatre équipes promues pour cette saison. Bellegarde, Cabourg, Championnet et Monaco  sont les quatre équipes reléguées à l’issue de cette saison.
L’ASVEL remporte son 5e titre de Champion de France.
Le meilleur marqueur du championnat est Roger Haudegand (Marly) avec un total de 417 points (Moyenne de 29,8)

## Équipes participantes
Poule A
- Enfants de la Valserine de Bellegarde
- Club omnisports de Billancourt
- Jeunesse Sportive de Caraman
- Association Sportive de Monaco
- Association Sportive Montferrandaise
- Racing Club de France
- Association Sportive Stéphanoise
- Association Sportive de Villeurbanne Eveil Lyonnais

Poule B
- Club Sportif Municipal d'Auboué
- Association Sportive de Cabourg
- Championnet Sports
- Rhônel Sporting Club de Marly
- Etoile de Mézières
- Football Club de Mulhouse
- Paris Université Club
- Groupe Sportif Chorale Mulsant de Roanne

## Classement final de la saison régulière
La victoire rapporte 3 points, le match nul 2 points, la défaite 1 point. En cas d'égalité, les clubs sont départagés au point-average particulier 